# Ecuación de Mason-Weaver
La ecuación de Mason-Weaver describe la sedimentación y difusión de solutos bajo la acción de una fuerza uniforme, usualmente el campo gravitatorio.

## Ecuación
Suponiendo que el campo gravitatorio este alineado en la dirección  z  (Fig. 1), la ecuación de Mason-Weaver se escribe:
| Símbolo           | Nombre                                                                   | Unidad  |
| ----------------- | ------------------------------------------------------------------------ | ------- |
| {\displaystyle t} | Tiempo                                                                   | s       |
| {\displaystyle c} | Concentración de soluto (moles por unidad de longitud en la dirección z) | mol / m |
| {\displaystyle D} | Constante de difusión del soluto                                         | m2 / s  |
| {\displaystyle s} | Coeficiente de sedimentación                                             | s       |
| {\displaystyle g} | Aceleración de la gravedad                                               | m / s2  |

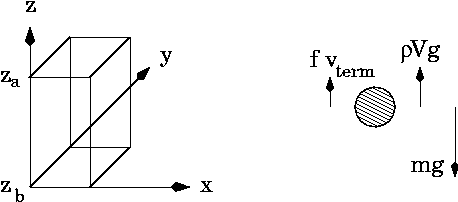
Figura 1: Diagrama de la celda de Mason–Weaver y fuerzas sobre el soluto.

La ecuación de Mason-Weaver es complementada por las condiciones de contorno: 
{\displaystyle D{\frac {\partial c}{\partial z}}+sgc=0}
en la parte superior e inferior de la celda, indicadas como {\displaystyle z_{a}} y {\displaystyle z_{b}}, respectivamente (Fig. 1).  Estas condiciones de contorno corresponden a los requerimientos físicos de que ningún soluto atraviesa la parte superior o inferior de la celda, o sea el flujo allí es cero.  La celda se supone rectangular y alineada con los  ejes cartesianos (Fig. 1), de forma que el flujo neto a través de las paredes lateral es también cero.  Por lo tanto, la cantidad total de solución en la celda es:
{\displaystyle N_{tot}=\int _{z_{b}}^{z_{a}}dz\ c(z,t)}
y se conserva o sea {\displaystyle dN_{tot}/dt=0}.